# Едимоново
Еди́моново — деревня в Конаковском районе Тверской области. Входит в состав Юрьево-Девичьевского сельского поселения.
В 1996 году — 14 хозяйств, 18 жителей.

## История
«Едимоново, село Тверской губернии, Корчевского уезда, в 12 в. от станции железной дороги Завидовской, при реке Волге. Шк. молочн. хоз., осн. 1871 Н. В. Верещагиным.»

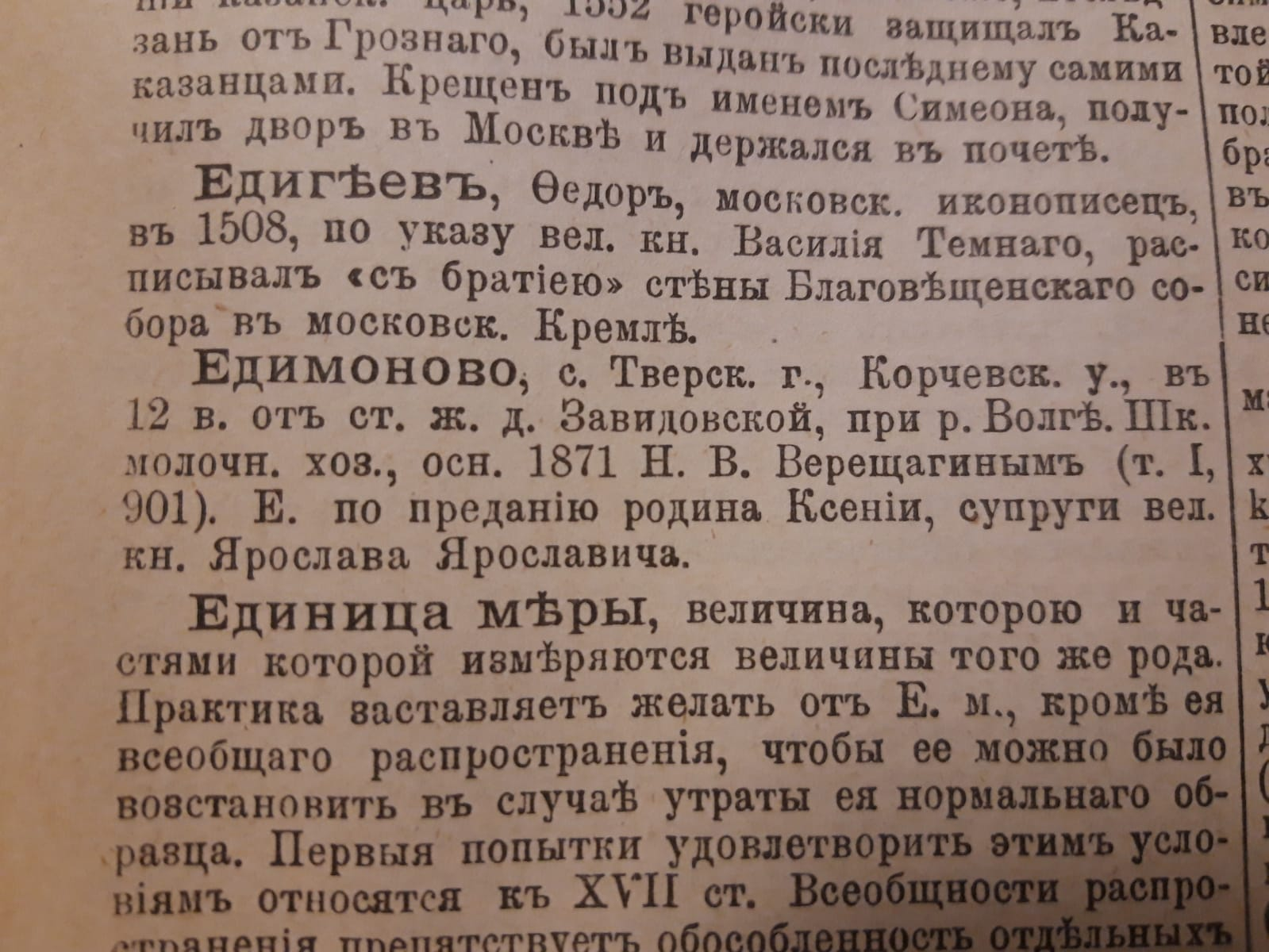
Из "Малого энциклопедического словаря Брокгауза и Ефрона"

Село Едимоново — известное в истории России селение. Первое упоминание о нём относится к 1215 году. По некоторым источникам, название села связано с литовской княжной, дочерью Едимоновой, на которой был женат тверской князь Дмитрий.
Едимоново расположено на берегу Волги, недалеко от шоссе Москва — Санкт-Петербург. Когда-то село делилось надвое речкой Городнёй, впадавшей в Волгу, но в то же время, обе части села (сейчас их называют Едимоново и Едимоновские Горки) составляли одну общину, но эти части селения принадлежали разным владельцам. Одной частью владел — М. Рчинский, приближенный царя Михаила Фёдоровича. Хозяином второй половины был боярин Б. И. Морозов.
В конце XVIII века хозяевами Едимонова становятся два крупнейших представителя русской знати — А. И. Нарышкин и Н. И. Голицын. Потом основными хозяевами села стало семейство Корфов. (Корфы — известный русский баронский род, происходивший из Вестфалии.) Их потомки владели едимоновскими землями до советской власти, и немало сделали для развития села и всего региона.
В XVIII веке в Едимонове была открыта полотняная фабрика, на ней изготавливались салфетки, скатерти, полотенца, известные в России, но в 1861 году, фабрика была закрыта. Ещё в Едимонове была попытка открыть первый в губернии стекольный завод, но он просуществовал недолго.
Славу селу принёс брат известного художника В. Верещагина — дворянин Н. Верещагин. По его инициативе здесь открылась первая в России школа молочного хозяйства. В создании школы Н. В. Верещагину оказал поддержку Д. И. Менделеев, который внёс свой вклад в развитие сыроварения и маслоделания в России и бывал в Едимоновской и других сыроварнях Тверской губернии. Артели Верещагина поставляли масло и сыр по всей губернии.
В 1872—1873 гг. в школе Верещагина в своём «хождении в народ» работала учительницей революционерка-народница Софья Перовская. Школа в Едимонове просуществовала до 1 марта 1898 года, а после упразднения оборудование школы было передано в Московский сельскохозяйственный институт.

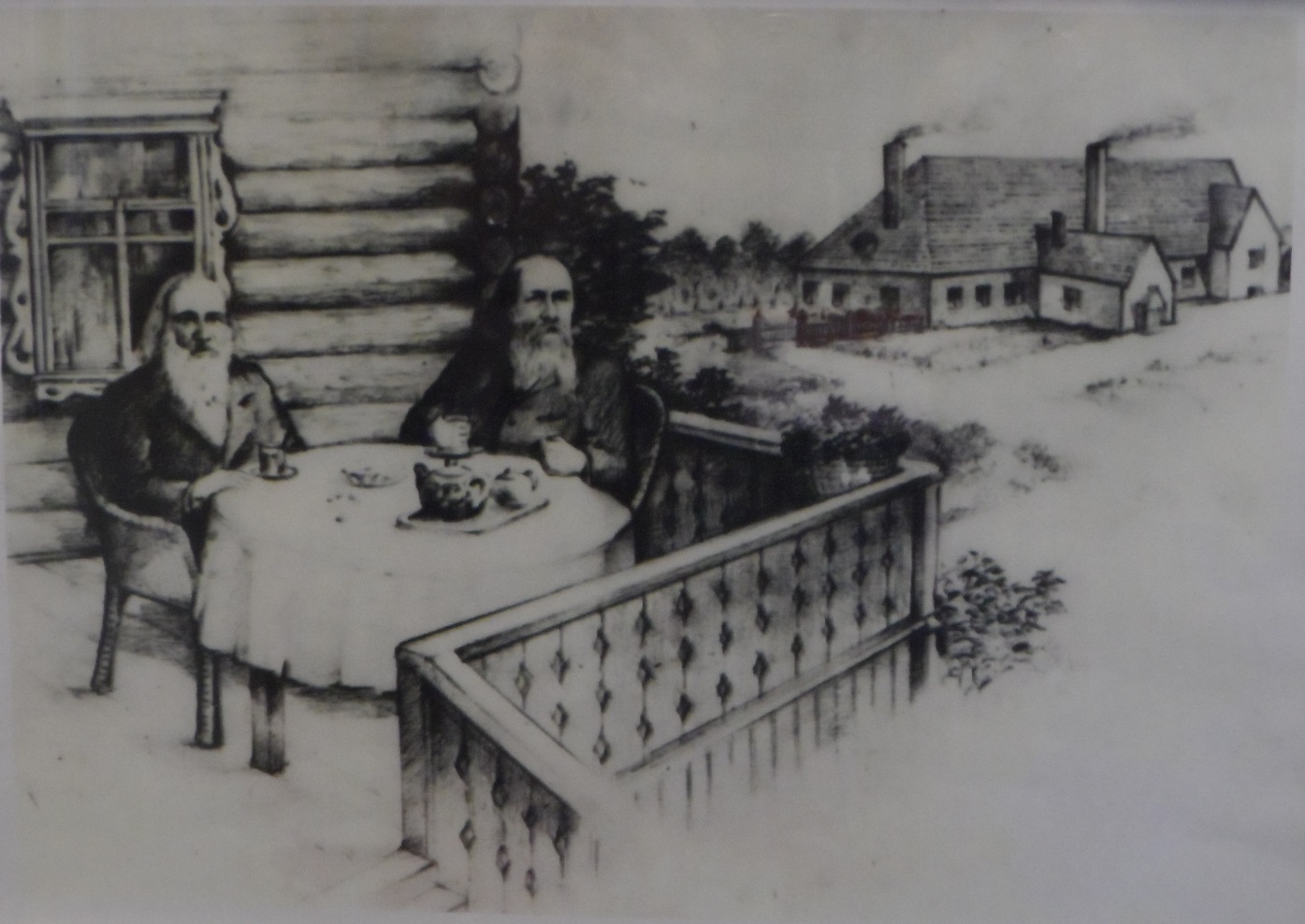
Н. В. Верещагин и Д. И. Менделеев в селе Едимоново — справа школа молочного хозяйства.
Рис. В. И. Бландова. 1889 г.

Также, село в разные времена посещали знаменитый русский живописец — М. А. Врубель, некоторое время там жил и работал известный художник — В. А. Серов.
В начале XX века село Едимоново Кудрявцевской волости Корчевского уезда Тверской губернии насчитывало около 90 дворов, при населении 700 жителей. Близ села Едимоново находилось потомственное имение Корфов, которое располагалось на возвышении, между современным Едимоново и Едимоновскими Горками. Из Корфов, владевших Едимоново, известен член Государственной Думы Дмитрий Николаевич Корф. Последними владельцами имения были его брат Иван Николаевич фон Корф и сестра баронесса Елена Николаевна фон Корф, изгнанные из своего поместья в 1919 году.
В 20-х годах XX века в нём находилась лечебница, а позднее и сельская школа.
В настоящее время село Едимоново постепенно возрождается, появляются новые дороги, магазины, также строятся пирсы для моторных лодок.

## Население
| 1859 | 1887 | 1897 | 2002 | 2010 |
| ---- | ---- | ---- | ---- | ---- |
| 565  | ↗678 | ↗768 | ↘19  | ↘6   |

## Происшествия
8 декабря 2001 года в селе Едимоново, катаясь на снегоходе, погиб известный телеведущий Сергей Супонев.